# Dieter Müller
Dieter Müller (ur. 1 kwietnia 1954 w Offenbach am Main) – piłkarz niemiecki grający na pozycji napastnika.

## Kariera sportowa
Napastnik, uczestniczył w Mistrzostwach Europy w roku 1976, gdzie zdobył wraz z kolegami srebrny medal i został królem strzelców turnieju, strzelając 4 gole w 2 meczach (w tym 3 w meczu przeciwko Jugosławii). Wystąpił również Mistrzostwach świata w 1978, strzelając 2 bramki w 6 meczach. Dwukrotny król strzelców Bundesligi – 1977 i 1978. W tym okresie był zawodnikiem 1. FC Köln.